# Мікулова
Мікулова (пол. Mikułowa, нім. Nikolausdorf) — село в Польщі, у гміні Сулікув Зґожелецького повіту Нижньосілезького воєводства.
Населення — 272 особи (2011).
У 1975-1998 роках село належало до Єленьоґурського воєводства.

## Демографія
Демографічна структура станом на 31 березня 2011 року:
|          | Загалом | Допрацездатний вік | Працездатний вік | Постпрацездатний вік |
| -------- | ------- | ------------------ | ---------------- | -------------------- |
| Чоловіки | 131     | 20                 | 102              | 9                    |
| Жінки    | 141     | 27                 | 80               | 34                   |
| Разом    | 272     | 47                 | 182              | 43                   |